# Horváth Klára (kézilabdázó)
Horváth Klára (Kiskunhalas, 1947. augusztus 5. –) olimpiai bronz- és világbajnoki ezüstérmes kézilabdázó.

## Pályafutása
Horváth Klára 1947. augusztus 5-én született Kiskunhalason. 1967 és 1984 között a magyar válogatottban 206 mérkőzésen lépett pályára, amellyel két világbajnoki (1971, 1975) és egy olimpiai (1976) bronzérmet szerzett. 1982-ben BEK-győztes lett a Vasassal.